# Paul Rosenberg (sběratel)
Paul Rosenberg (29. prosince 1881, Paříž, Francie – 29. června 1959, Neuilly-sur-Seine, Francie) byl francouzský obchodník s uměním. Kromě jiných umělců zastupoval Pabla Picassa, Georgese Braquea a Henriho Matisse. Paul i jeho bratr Léonce Rosenberg patřili k největším světovým obchodníkům s moderním uměním.

## Životopis
Mladší syn obchodníka se starožitnostmi Alexandra Rosenberga, Paul a jeho starší bratr Léonce se připojili k podnikání svého otce. Alexandre založil své podnikání v roce 1878 a do roku 1898 se stal významným obchodníkem s impresionistickým a postimpresionistickým uměním. Otec chtěl aby se jeho synové orientovali v uměleckém světě, umožnil jim získat zkušenosti a navázat kontakty na velkém turné po Londýně, Berlíně, Vídni a New Yorku. Během cesty si Paul koupil dvě kresby Van Gogha a Manetův portrét za 220 dolarů, které přivezl do galerie svého otce a prodal je dále se ziskem. Od roku 1906 bratři pracovali jako partneři v oboru. Když jejich otec odešel do důchodu, stali se řediteli galerie. Poté si otevřeli své vlastní samostatné galerie v 8. okrsku Paříže, Paul na 21. rue La Boétie (otevřeno v roce 1911) a Léonce na rue de la Baume.

### Paříž 1911–1940
Léonce se stal významným propagátorem kubismu. Paul jej v propagaci tohoto uměleckého směru následoval. Jeho galerie se nacházela ve známější umělecké čtvrti, Paul proto získal lepší kontakty a byl finančně úspěšnější. Paul a jeho partner Georges Wildenstein spolupracovali se sběratelem Danielem-Henry Kahnweilerem, s jeho pomocí navázali řadu exkluzivních vztahů s Picassem (od roku 1918); Braquem (1922); Marií Laurencinovou; Fernandem Légerem (1927) a Matissem (1936).
Paul shromažďoval díla všech klasických i současných francouzských a také významných evropských umělců a později i umělců amerických včetně: Marsdena Hartleye; Maxe Webera; Abrahama Rattnera; mezi jím propagované umělce patřil i Karl Knaths; Harvey Weiss; Oronzio Maldarelli; Nicolas de Staël; Graham Sutherland; Kenneth Armitage nebo Giacomo Manzù. Výsledkem bylo, že od roku 1920 byla společnost Paula Rosenberga všeobecně uznávána jako nejaktivnější a nejvlivnější světová galerie.
Díky dobrým konexím Kahnweilera dokázal Rosenberg umělcům poskytnout finanční jistotu tím, že souhlasil s nákupem jejich děl na základě exkluzivních smluv. Rosenberg půjčil Picassovi peníze po líbánkách s baletkou Olgou Khokhlovou a našel jim byt v Paříži vedle svého vlastního domu, velkorysost, která vyústila v celoživotní přátelství mezi těmito dvěma velmi odlišnými muži. Rosenberg koupil od Picassa obrazy Nude (Akt), Green Leaves (Zelené listy) a Bust (Poprsí) (1932), portrét Picassovy milenky Marie-Thérèse Walter, který Rosenberg prodal v New Yorku v roce 1951 Frances Lasker Brodyové. Každé léto Rosenbergova a Picassova rodina odjížděla na jih Francie a společně trávili dovolenou s přáteli včetně F. Scotta Fitzgeralda, Somerseta Maughama, Stravinského, Ravela a Matisse.
Rosenbergova pověst seriózního obchodníka mu umožnila v roce 1935 přesvědčit svého švagra Jacqua Helfta, významného obchodníka se starožitnostmi, aby otevřel pobočku na Bond Street v Londýně, čímž umožnil rozvinout obchodování s Američany. Jeho klienty se tak stala známá muzea jako je newyorské Muzeum moderního umění (Museum of Modern Art, MoMA) jehož byl Rosenberg jedním z prvních podporovatelů a Muzeum umění ve Filadelfii. Mezi jeho soukromé klienty patřili Alfred H. Barr junior, Chester Dale, Douglas Dillon a Marjorie a Duncan Phillips, kteří svými nákupy od Rosenberga vytvořili základ moderních sbírek muzea The Phillips Collection ve Washingtonu, D.C.
Koncem třicátých let začal Rosenberg v obavách před příznaky blížící se války v tichosti přesouvat svou sbírku z kontinentální Evropy do londýnské pobočky a do skladů v Americe (to prostřednictvím Světové výstavy v roce 1939), v Austrálii a později do Jižní Ameriky. Poté přestal rozšiřovat svou sbírku ve Francii a doporučil svým umělcům, aby učinili podobná opatření. Ačkoli jeho plány přemístění obrazů byly předvídavé, v době nacistické invaze do Francie v roce 1940 stále držel v zemi přes 2 000 obrazů, a to jak ve své galerii, tak ve skladech. Rosenbergové byli Židé a museli uprchnout z Francie okupované nacisty. Za své životy vděčili portugalskému generálnímu konzulovi v Bordeaux Aristidesovi de Sousa Mendesovi, který jim i přes nesouhlas své vlády vydal víza do své země.
V červenci 1940 založil nacista Alfred Rosenberg pařížskou základnu Einsatzstab Reichsleiter Rosenberg (ERR), jejímž účelem bylo zabavit tzv. zednářské artefakty a jiná kvalitní umělecká díla pro Hitlerovo plánované „Führermuseum“ v rakouském Linci. Všechna zabavená umělecká díla včetně děl v majetku Paula Rosenberga byla původně odeslána kamionem do depa vytvořeného v Galerie nationale du Jeu de Paume na Place de la Concordev Paříži. Tam nacističtí historici umění, odborníci, fotografové a další pracovníci hodnotili, ukládali, fotografovali a balili to, co se nyní nazývalo „kulturní statky bez vlastníka“ pro železniční přepravu do Německa. Francouzští úředníci na konci války odhadovali, že byla zabavena třetina veškerého umění ve francouzských soukromých rukou.

### New York 1940–1959
Rosenberg, jeho manželka, jeho dcera Micheline a její manžel Joseph Robert Schwartz cestovali přes Lisabon a v září 1940 dorazili do hotelu Madison v New Yorku. Tam s pomocí přátel a obrazů, které měl po celém světě, založil novou galerii na ulici 79 East 57th Street. Vernisáž byla světem umění dobře přijata a v časopise Art Digest vyšel čtyřstránkový článek.
Rosenbergovi se podařilo získat a znovu koupit několik děl ze své předválečné sbírky, ale to představovalo méně než polovinu obrazů, o které přišel. Po válce odcestoval do Paříže, kde navštívil rodinného šoféra Louise, který mu vyprávěl o příjezdu nákladních vozidel „ERR“ nedlouho poté, co rodina odešla. Na této první cestě se Rosenbergovi podařilo získat z malého muzea v Paříži Picassův portrét jeho manželky a dcery z roku 1918 – jeden ze tří – nyní přejmenovaný Göringem na Mother and Child.
Rosenberg později získal řadu děl z Německa po jejich konfiskaci americkou armádou. V roce 1953 byla v Muzeu moderního umění uspořádána výstava 89 obrazů z Rosenbergovy profesní a soukromé poválečné sbírky. Mezi ně patřil Nude Reclining by the Sea (Ležící akt u moře) (1868) od Gustava Courbeta, který 5. září 1941 zabavila „ERR“ z banky v Bordeaux spolu s dalšími 162 jeho obrazy. Courbet byl katalogizován v Jeu de Paume v prosinci 1941. Později byl získán z Göringova osobního majetku a odeslán Rosenbergovi do New Yorku. Rosenberg jej prodal v dubnu 1953 newyorskému sběrateli Louisovi E. Sternovi, který jej v roce 1964 daroval Muzeu umění ve Filadelfii.
Jeho syn Alexandre se ke svému otci připojil v New Yorku v roce 1946 a stal se jeho společníkem v roce 1952. Po smrti otce v roce 1959 v Neuilly-sur-Seine se Alexandre stal ředitelem společnosti. V roce 1962 byl Alexandre spoluzakladatelem a prvním prezidentem „Art Dealers Association of America“ a po celý svůj život zůstal jedním ze stálých členů asociace. Působil také jako poradce americké vlády v „Internal Revenue Service“ ve věcech týkajících se uměleckých děl. Po jeho předčasné smrti v roce 1987 v Londýně v důsledku aneuryzmatu, které utrpěl na setkání druhé obrněné divize americké armády převzala obchod jeho manželka Elaine. Po smrti Micheline v roce 2007 se rodina dohodla, že daruje archivy svého dědečka do MoMA, která v roce 2010 uspořádala podpůrnou výstavu sbírky.

### Návrat ukradených obrazů
Protože nacisté zakázali vstup takzvaného „zvrhlého umění“ do Německa, byla takto označená díla zkonfiskovaná ve Francii uskladněna v tzv. „sále mučedníků“ v Galerii nationale du Jeu de Paume v Paříži. Velká část Rosenbergova profesionální a osobní sbírky byla označena jako „zvrhlé umění“ a tím spadala pod mandát „Kommission zur Verwertung der Produkte entarteter Kunst“ (Komise pro využití produktů zvrhlého umění). V návaznosti na osobní směrnici Josepha Goebbelse o prodeji těchto „zvrhlých“ děl za cizí měnu za účelem financování budování „Führermuseum“ a širšího válečného úsilí jmenoval Hermann Göring řadu prodejců schválených ERR a vyzval je k likvidaci těchto děl. Göring osobně nařídil, aby mu odevzdali vybraná díla, kterými chtěl rozšířit svou vlastní uměleckou sbírku. Protože velká část tohoto vydrancovaného umění se prodávala dále přes Švýcarsko, byla Rosenbergova sbírka rozptýlena po celé Evropě.
Dnes (2020) chybí asi 70 jeho obrazů, mimo jiné: velký akvarel Pabla Picassa Naked Woman on the Beach (Nahá žena na pláži), namalovaná v Provence v roce 1923; sedm děl Matisse a Degasův obraz Portrait of Gabrielle Diot.
V červnu 1940 uprchl během evakuace z Dunkerque jeho syn Alexandre Rosenberg do Anglie. Tam vstoupil jako poručík do francouzské armády. Jako voják se zúčastnil Invaze dne D. V srpnu 1944 vojáci pod velením poručíka Rosenberga obléhali železniční tratě. Podařilo se jim zastavit nacistický vlak č. 40 044, který se pokoušel převést nakradené poklady do Německa. Když vojáci otevřeli vagony, Alexandre si s úžasem prohlížel mnoho ukradených uměleckých děl, která kdysi byla vystavena v domě jeho otce. Zachránil před ztrátou asi 400 obrazů z otcova majetku. Alexandre byl demobilizován v roce 1946 a okamžitě odcestoval za rodinou do New Yorku kde se připojil k podnikání svého otce. Zastavení vlaku bylo inspirací pro film The Train z roku 1964, kde hráli Burt Lancaster, Paul Scofield, Jeanne Moreau a Michel Simon.
V polovině padesátých let Rosenberg inicioval ve Francii soudní spor, ve kterém vymáhal obraz od Matisse. Soudce rozhodl, že mistrovské dílo patřilo obžalovanému a jeho rodině. Po smrti Paula se rodina pod vedením Alexandreho dohodla, že se bude i nadále snažit získat rodinná umělecká díla. V roce 1971 koupili zpět Degasovo Deux Danseuses za cenu hluboko pod jeho hodnotou.
V prosinci 1987 našla v katalogu „Frick Collection“ v New Yorku Elaine Rosenbergová Degasův obraz Portrait of Gabrielle Diot (Portrét Gabrielly Diotové). Obraz byl uveden jako připravený k prodeji v časopisu galerie „Mathias F. Hans Gallery“ v Hamburku. Katalog zmiňoval skutečnost, že k současnému majiteli se obraz dostal prostřednictvím obchodního zastoupení Paula Rosenberga. Poté, co Elaine zavolala prodejci a vysvětlila svůj vztah k obrazu, obchodník vysvětlil, že podle pravidel o důvěrných informacích nemůže zveřejnit jméno současného vlastníka, ale slíbil, že jí tuto důležitou informaci zjistí a předá. Když o několik dní později Elaine zavolal, sdělil jí, že „majitel“ obraz z galerie odnesl a zmizel, aniž by zanechal jakékoli další informace.
Paulovou vnučkou je televizní novinářka Anne Sinclairová, moderátorka politických debat a bývalá manželka Dominique Strauss-Kahna. V říjnu 1997 podali Rosenbergovi dědicové žalobu u okresního soudu Spojených států pro západní obvod Washingtonu v Seattlu, aby získali Matissův obraz Odalisque (1927 nebo 1928) ze Seattle Art Museum. Byla to první žaloba proti americkému muzeu týkající se vlastnictví umění ukradeného nacisty během druhé světové války. Poté ředitelka muzea Mimi Gardner Gates zprostředkovala dohodu o navrácení uměleckého díla rodině. Muzeum poté žalovalo galerii, která mu v 50. letech obraz prodala. Jako jediný dědic majetku svých rodičů prodala Anne Sinclair po smrti své matky Micheline v roce 2007 obraz v dražbě, čímž získala více než 33 milionů dolarů. Ve stejném roce také věnovala Picassův obraz své babičky a matky z roku 1918 Musée Picasso v Paříži.

### Další vývoj
V roce 2012 německé daňové úřady našly obrazy ze sbírky Rosenberga v bytě, který vlastnil Cornelius Gurlitt, syn německého obchodníka s uměním 30. let Hildebranda Gurlitta ve Schwabingu v Mnichově. Bylo získáno více než 1 500 děl s odhadovanou hodnotou až 1 miliardu EUR, včetně Portrait of a Woman (Portrét ženy) od Matisse, který Rosenberg zanechal po útěku z Paříže. Gurlittova sbírka byla odeslána do zabezpečeného skladu v Garchingu. Úřady v současné době (2020) katalogizují díla, zkoumají jejich předválečné vlastníky a všechny pozůstalé příbuzné.
V roce 2012 rodina Rosenbergů identifikovala Profil bleu devant la cheminée (Žena v modrém před krbem), Matissův obraz z roku 1937, který byl zabaven nacisty v roce 1941 v katalogu výstav. Rodina požadovala aby muzeum „Henie Onstad Kunstsenter“ (HOK), poblíž Osla v Norsku, obraz vrátilo. Rosenberg koupil obraz přímo od Matisse v roce 1937 a nechal jej uložit v době nacistické invaze v bankovním trezoru v Libourne, obci v Gironde v Akvitánii v jihozápadní Francii. ERR otevřela trezor v březnu 1941 a po katalogizaci v „Galerii nationale du Jeu de Paume“ v září 1941 byl obraz určen pro Göringovu soukromou sbírku. Poté jej koncem 40. let, koupil z rukou prodejců norský přepravní magnát Niels Onstad od pařížského dealera Henriho Bénézita. Od té doby se objevil v mnoha publikacích a několikrát cestoval po světě. Ačkoli podle norských zákonů obraz kvůli době vlastnictví nyní patří HOK, bylo Norsko jedním ze 44 signatářů principů „Washington Principles on Nazi-Confiscated Art“ (Washingtonské konference o umění zabaveném nacisty) z roku 1998. Pod dohledem Christophera A. Marinello ze skupiny Art Recovery Group se obraz vrátil dědicům Paula Rosenberga v březnu 2014.
V květnu 2015 se dědicům Paula Rosenberga také vrátil Portrait of a Seated Woman (Portrét sedící ženy) Henriho Matisse, který byl nalezen v mnichovském domě Cornelia Gurlitta.